# Губерначук, Сергей Григорьевич
Серге́й Григо́рьевич Губерначу́к (укр. Сергій Григорович Губерначук; 28 июля 1969, Киев, УССР — 7 декабря 2017, Киев, Украина) — украинский поэт, драматург, актёр, чтец, автор песен, певец.

## Биография
Родился в Киеве в учительской семье. Окончил Киевское педагогическое училище имени Н.К. Крупской (ныне — Киевский педагогический колледж № 1) и Киевский государственный институт театрального искусства имени И.К. Карпенко-Карого (курс Бориса Ставицкого). Театральная практика — Киевский камерный театр — спектакль «Лунная песня» Александра Олеся в постановке Константина Дубинина (1991—92 годы).
С 1992 по 2006 годы — актёр Киевского молодёжного театра (более 15 ведущих ролей на сцене) и кино (работы в проектах студии Укртелефильм и киностудии им. А. Довженко, дублирование и озвучивание), работа на телевидении (просветительные и развлекательные программы для детей на телеканалах УТ-1, УТ-2), запись аудиокниг и аудиодисков. 
Член НСТД Украины с 1995 года. Занимался благотворительной деятельностью (в частности, для жителей Дома ветеранов сцены им. Н. Ужвий).  Преподавал основы сценического мастерства театральной группе в киевской школе № 132.
Поэтические способности проявлялись на сцене (например, декламирование стихов в спектакле Киевского Молодого театра «Зойкина квартира» по Михаилу Булгакову (реж. Александр Дзекун). Во время работы секретарём Совета историко-культурологического общества «Герои Крут» написано стихотворение «Героям Крут», «Гимн Президенту Украины» (музыка к тексту — композитора Юрия Кузнецова, исполнение — Татьяны Боевой).
С 1988 года стихи Сергея Губерначука публикуются в периодике (ж-лы «Философская и социологическая мысль», «Украинский обозреватель», г-ты «Молодая гвардия», «Вечерний Киев»), проходят выступления на радио и телевидении. По стихотворению «Фламинго» создан одноименный фильм, который получил Гран-При на институтском фестивале «Пролог».
В сотрудничестве с композиторами написано более 300 песен на украинском и русском языках. Песни исполнялись как самостоятельно, так и Татьяной Боевой, Ириной Семененко, Ларисой Долиной, Ниной Шестаковой, Павлом Зибровым, Ириной Ситниковой, Романом Коповым, Екатериной Бужинской, Оксаной Пекун, Константином Пона, Ольгой Крюковой, Оксаной Тарасюк и др.  За тексты и исполнение песен Сергей Губерначук стал Лауреатом XII Всеукраинского фестиваля современной украинской эстрадной песни «Песенный вернисаж — 98». Является автором текста духовной кантаты «Православный час», либретто оперы «Серафита» по произведениям Оноре де Бальзака и сценария шоу «Чайка — Джонатан Ливингстон» по мотивам повести Ричарда Баха. Создал либретто нового украинского национального мюзикла «Запорожец за Дунаем» (ремейк одноименной оперы Семён Гулака-Артемовского).
Поэтическое наследие составляет собрание более 1 000 стихотворений различных жанров и широкого диапазона стилевых поисков. Четыре сборника поэзий («Всем тебе обязан, Любовь…», «Передо мною…», «Пергаменты», «Маттиоловый сон») изданы посмертно в 2018 году киевскими издательствами «Про формат» и «Мастер-Принт». В 2019 году вышли поэтические сборники «Дай, я буду таким, как хочу…», «Поэзии разбушевавшихся стихий», «Вчерашнее», в 2020-м — сборники стихов «Мозаика» и «Озеро моей мечты», в 2022-м — сборник песен «Журавлиный колодец» (музыка Владимира Чернявского), книги «Силуэты снов» и «В колыбели грёз», в 2023-м — сборник цитат, стихов и размышлений «Рассыпанное золото букв» и детские книжечки «Тебе, золотко мое...» (сборник стихов для детей дошкольного и младшего школьного возраста), «Осень золотая» (стихотворный алфавит для детей… и взрослых детей), в 2024-м — сборник стихов для детей среднего и старшего школьного возраста «Подсолнух»,  сборник стихов, размышлений, воспоминаний, цитат «Моя на подмостках жизнь…», второе, дополненное издание книги «Рассыпанное золото букв», в 2025-м — сборники «На перепутье сфер, галактик и звезд. Поэзии любви и жизни», «Полёт через вечность. Поэзии о творчестве и искусстве», «Путешествие на ладонях планеты. Поэзии об Украине, истории, человеке, мире» и «Дорогой мысли. Размышления, цитаты, стихи»

## Отдельные стихи и цитаты
- На портале «Поэтические Мастерские».
- На портале «Жемчужины мысли».
- На портале «Цитаты известных личностей».
- На портале «Цитаты известных людей».
- Цитаты о понимании мира, в котором мы живем.
- Знаменательные цитаты, которые помогут вам поднять настроение.
- Стихи о любви.
- Стихи о любви.
- Поэзия о любви.
- Мудрые мысли.

## Театральные работы
Учебный театр
- 1991/92 – «Коварство и любовь» по пьесе Фридриха Шиллера; реж. Борис Ставицкий – Вурм, личный секретарь президента
- 1991/92 – «Сирано из передместья» В. Аксёнова по мотивам либретто А. Башовой; реж. Владимир Бегма – Альфи
- 1991/92 – «Шельменко-денщик» Григория Квитки-Основьяненко; реж. Борис Ставицкий – Иван Семёнович Скворцов, капитан

Киевский камерный театр
- 1992 — «Лунная песня» по одноименному произведению Александра Олеся; реж. Константин Дубинин

Киевский академический Молодой театр
- 1980 — «За двумя зайцами» М. Старицкого; реж. Виктор Шулаков — Франт
- 1985 — «Золотой цыпленок» детский мюзикл для взрослых В. Орлова; реж. Виктор Шулаков — Волк
- 1985 — «Сватанье на Гончаровке» Г. Квитки-Основьяненко; реж. Виктор Шулаков — Охрим
- 1991 — «Король и морковь или всё как в сказке» Владислава Кшеминского; реж. Ян Козлов — Принц Тюльпан
- 1992 — «Вий» Тамары Тамильченко по произведениям Н. Гоголя; реж. Виктор Шулаков — Свирид
- 1992 — «Коварство и любовь» Ф. Шиллера; реж. Александр Смеляков — Фердинанд
- 1993 — «Эрлин» Натальи Дубины по пьесе «Веер леди Уиндермир» О. Уайльда; реж. Виктор Шулаков — Мистер Хоппер
- 1995 — «Автобус» С. Стратиева; реж. Тарас Криворученко — Влюбленный
- 1995 — «Заколдованная рукавичка» Ирины и Яна Златопольськи; реж. Николай Карасёв — Человек на возе
- 1996 — «Зойкина квартира» М. Булгакова; реж. Александр Дзекун
- 1996 — «Новогодний детектив» («Приключения в сказочном лесу») Виктора Мютникова в переводе Сергея Губерначука; реж. Александр Светляков
- 1997 — «Дон Жуан» Мольера; реж. Станислав Моисеев — Дон Карлос[1]
- 1998 — «Таинственный малыш» Жана де Летраза; реж. Владимир Бегма — Жак
- 1998 — «Виват, карнавал!» А. Вратарёва; реж. Юрий Сидоренко — Сеньор Лепертуар
- 1999 — «РЕхуВИлийЗОР» Н. Гоголя и Н. Кулиша; режиссёр Станислав Моисеев — Серёжа
- 2000 — «Севильская помолвка» Р. Шеридана; реж. Евгений Курман — Монах
- 2000 — «Кайдаши» Натальи Дубины по И. Нечуй-Левицкому; реж. Николай Яремкив — Лаврин Кайдашенко
- 2000 — «Русалочка» Людмилы Разумовской по Х. К. Андерсену; реж. Евгений Курман
- 2001 — «Женитьба» Н. Гоголя; реж. Тарас Криворученко — Анучкин[2]
- 2002 — «Волшебник Изумрудного города» А. Волкова на основе сказки Ф. Баума; реж. Анна Воротченко — Агент
- 2003 — «Скандал в театральном семействе» Жана Марсана по пьесе «Публике смотреть запрещается»; реж. Евгений Курман — Пьер Монтень
- 2003 — «Винни-Пух в снегу» Алана Милна; реж. Евгений Курман
- 2004 — «Духов день» А. Дзекуна по произведениям Феодосия Осьмачки «Старший боярин» и «Поэт»; реж. Александр Дзекун — Братчик
- 2004 — «Семь желаний Зербино» Владимира Глейзера по мотивам сказки Эдуара Лабуле; реж. Николай Яремкив
- 2004 — «Новогодняя интермедия»; реж. Юрий Маслак

Аудиокниги
- 2006 — Романы «Машина времени», «Война миров» Г. Уэллса (из-во «Наш Формат», ISBN	2700000004418)

## Песни на стихи Сергея Губерначука
- «Я не оставлю слов» — Лариса Долина[22]
- «Раба любви» — Нина Шестакова[23]
- «Влюбленная звезда» — Роман Копов[24]
- «Мой дом» — Роман Копов[25]
- «Дорогой в звёздный рай» – Роман Копов[26]
- «Высота» – Оксана Пекун[27]
- «Гимн Президенту Украины» – Татьяна Боева[28]
- «Августовские сны» – Татьяна Боева [29]
- «Дождь целует нам кончики пальцев» – Сергей Губерначук[30]
- «Коста-Рика» – Павел Зибров[31]
- «Любовь во сне» – Ирина Сытникова[32]
- «Там, где ты» – Оксана Тарасюк[33], дуэт «Пианист отдыхает»[34]
- «Тысяча ночей» – Оксана Тарасюк[35]
- Песни композитора Владимира Чернявского (тексты и ноты)[36][37][38][39][40][41]